# Heitenried
Heitenried is een gemeente en plaats in het Zwitserse kanton Fribourg, en maakt deel uit van het district Sense.
Heitenried telt 1.366 inwoners.